# Медведев, Николай Николаевич (генетик)
Николай Николаевич Медведев (7 августа 1899, Царёво Вологодская губерния Российская Империя — 22 ноября 1979, Москва СССР) — советский генетик.

## Биография
Родился Николай Медведев 7 августа 1899 года в деревне Царёво. Вскоре после рождения переехал с родителями в Петроград, где во время учёбы в средней школе решил посвятить свою жизнь генетике и решил после окончания средней школы поступать в ПетрГУ, и успешно проучившись, в 1927 году он оканчивает уже ЛенГУ. Через три года после окончания университета, Николай Николаевич вновь возвращается сюда, где с 1930-по 1941 год работал на кафедре генетики и экспериментальной зоологии, одновременно с этим с 1930-по 1941 год работал в лаборатории генетики (с 1934 года — Институт генетики АН СССР). В 1941 году, с началом ВОВ, Николай Николаевич был призван в армию в качестве военного врача и направлен в Главный госпиталь Советской Армии, где помогал раненным бойцам вплоть до 1944 года. С 1944 года, после демобилизации, Николай Медведев работал в различных учреждениях АМН СССР вплоть до 1954 года. С 1954-по 1979 год работал в Институте эпидемиологии и микробиологии АМН СССР.
Скончался Николай Медведев 22 ноября 1979 года в Москве.

## Научные работы
Основные научные работы посвящены феногенетике, изучению влияния солей тяжёлых металлов на частоту возникновения мутаций, генетике рака и тканевой совместимости.

## Научные труды и литература
- 1935 — Медеведев Н. Н. Законы наследственности в опытах с дрозофилой / Медеведев Н.Н., АН СССР. — Москва-Ленинград: Из-во АН СССР, 1935. — 153 с.
- 1966 — Практическая генетика.
- 1976 — Беседы по биологии пола.
- 1978 — Медеведев Н. Н. Юрий Александрович Филипченко, 1882—1930 / Медеведев Н.Н., Бабков В. В. (отв. ред.). — Москва: Наука, 2006. — 228 с. — ISBN 5-02-033893-1. (2-е издание исправленное и дополненное)

## Список использованной литературы
- 1984 — Биологи. Биографический справочник